# NGC 7755
NGC 7755 is een balkspiraalstelsel in het sterrenbeeld Beeldhouwer. Het hemelobject werd op 27 september 1834 ontdekt door de Britse astronoom John Herschel.

## Synoniemen
- ESO 471-20
- MCG -5-56-14
- UGCA 443
- AM 2345-304
- IRAS 23452-3048
- PGC 72444